# Dalila Domizi
Dalila Domizi (Torino, 14 giugno 1991) è un'ex cestista italiana.
Ha giocato in Serie A1 femminile con la Pallacanestro Torino, di cui è stata la capitana.

## Palmarès
- Campionato italiano di Serie A3: 1
Pallacanestro Torino: 2012-13
- Campionato italiano di Serie A2: 1
Pallacanestro Torino: 2014-15